# Școala Gimnazială nr. 1 din Gura Humorului

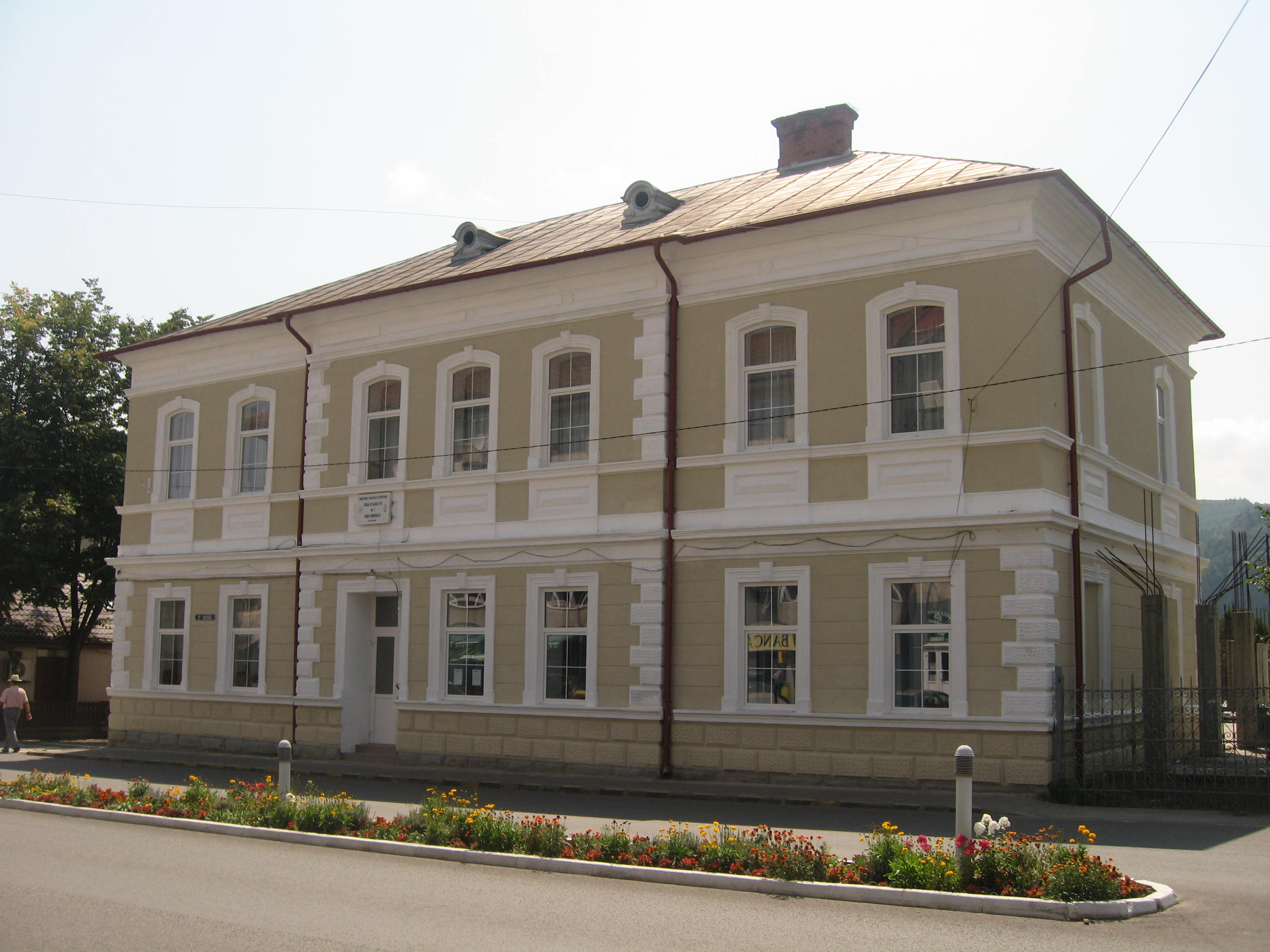
Școala Gimnazială nr. 1 din Gura Humorului

Școala Gimnazială nr. 1 din Gura Humorului este o unitate de învățământ gimnazial din orașul Gura Humorului, județul Suceava. Clădirea în care funcționează școala se află pe Bulevardul Bucovinei nr. 16, în centrul orașului.

## Istoric

### Începuturile învățământului în Bucovina
Un moment important din istoria pedagogiei românești este și cel al învățământului din nordul Moldovei. Înainte de anexarea Bucovinei la Imperiul Habsburgic din anul 1775, românii din această zonă aveau școli primare reprezentate de școli mănăstirești, domnești, episcopale, școli cu caracter particular sau școli pe lângă bisericile parohiale. În acestea se învăța citirea, scrierea, cântările bisericești. Cele mai vechi lăcașuri de învățământ au fost școlile mănăstirești de la Putna, Voroneț și Humor. După ocuparea Bucovinei, autoritățile austriece reorganizează radical învățământul adoptând o legislație austriacă, prin care se urmărea controlul întregului învățământ și politica de germanizare a populației locale.
În ținutul Sucevei, tradiția învățătorilor ambulanți exista cu mult înainte de anexarea acestei regiuni la Imperiul Habsburgic. Această formă de învățământ s-a dezvoltat în paralel cu școlile mănăstirești și parohiale. Se organizau cursuri temporare în case particulare. Școlarizarea dura până când ucenicii „învățau tot ceea ce știa și dascălul”, învățându-se cititul, scrisul și copierea de manuscrise. Învățătorii ambulanți (mulți fiind români din Transilvania) au contribuit la formarea școlii naționale între anii 1816-1844, când școlile erau obligate de stăpânirea austriacă să folosească alte limbi de predare decât limba română.
Prin urmare se prevede în fiecare regiune înființarea unor comisii școlare cu misiunea de a organiza și conduce învățământul din raza lor de acțiune. Deoarece autoritățile de la Viena aveau nevoie de oameni instruiți, sunt înființate trei feluri de școli:
- Școli comune sau triviale (Trivial schuler) cu două clase: prima treaptă a învățământului primar;
- Școli capitale (Haupt schuler) cu patru clase: școli primare, destinate pregătirii candidaților pentru admiterea la licee sau alte școli;
- Școli normale (Nomal schuler).[1]

În jurul anului 1783 Gura Humorului trece din proprietatea Mănăstirii Voroneț în cea a Mănăstirii Humor. Localitatea cunoaște o creștere a numărului populației prin stabilirea a numeroși coloniști. În 1794, în Gura Humorului există 59 de case, 47 de familii și 230 de persoane. În anul 1800 așezarea are 68 de gospodării, 57 de familii și 315 persoane. La Mănăstirea Voroneț, în jurul anului 1801 se desfășurau anumite activități cărturărești în limba română, în ciuda schimbărilor de ordin administrativ-politic. În urma inventarierii efectuate de către Vartolomeu Măzăreanu, au fost găsite 78 de cărți dintre care 19 cărți moldovenești tipărite: Evanghelie, Apostol, Ceasloave, Psaltire, etc.

### Prima școală din Gura Humorului

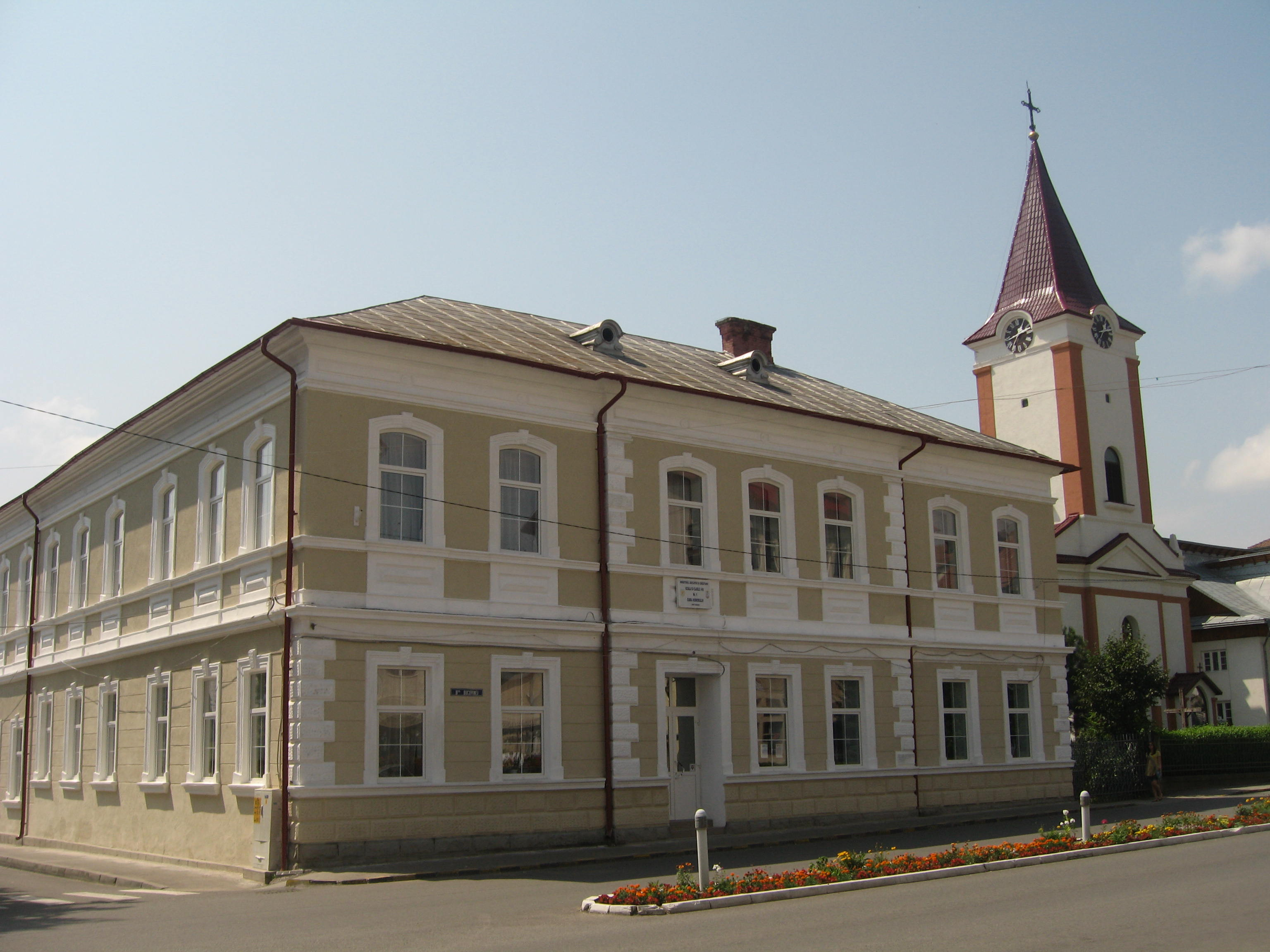
Școala Gimnazială nr. 1 din Gura Humorului (1812) și biserica romano-catolică „Preasfânta Treime” (1811)

Începând cu anul 1804 guvernul din Lemberg ia o serie de măsuri. Astfel învățătorii ortodocși formați la școlile din Suceava și Cernăuți (locuri unde învățământul se mai făcea în limba română) sunt primiți cu ostilitate și pe rând înlocuiți cu oameni trimiși din Galiția. În acest an mai funcționau în Bucovina doar 14 școli „utracviste” (cu predare atât în limba română, cât și în germană). În următorul deceniu îndrumarea și controlul școlilor bucovinene sunt încredințate Consistoriului Catolic Galițian.
În 1812 este atestată „școala cea dintâiu din Gura Homorului de băieți” cu numele de „Trivialschule”. Aceasta se află pe locul unde în prezent se găsește Școala Gimnazială nr. 1 din Gura Humorului. Clădirea inițială a școlii era o construcție modestă din lemn, asemănătoare caselor țărănești. Aceasta este construită în imediata vecinătate a Bisericii romano-catolice Preasfânta Treime. Lăcașul de cult, folosit și în prezent ca biserică romano-catolică și considerat cel mai vechi lăcaș de această confesiune din Bucovina, a fost construit în anul 1811.
Circumscripția școlară cuprindea următoarele sate: Mănăstirea Humorului, Capu Codrului, Capu Câmpului, Voroneț, Bucșoaia și Frasin. Între anii 1812-1816 învățător a fost Josef Miniewski, iar între 1816-1824 Franz Teil.
În 1816 școala era frecventată de 11 copii dintre care 8 copii germani si 3 evrei (niciun român). În 1818 numărul elevilor care frecventau acestă școală crește la 21, dintre ei numai un singur copil de naționalitate română. În 1819 școala era frecventată de 28 elevi, printre ei nu se afla nici un copil român. În 1820 în Gura Humorului existau 62 de copii de vârsta școlară, dintre care 34 frecventau cursurile.